# 水巻駅

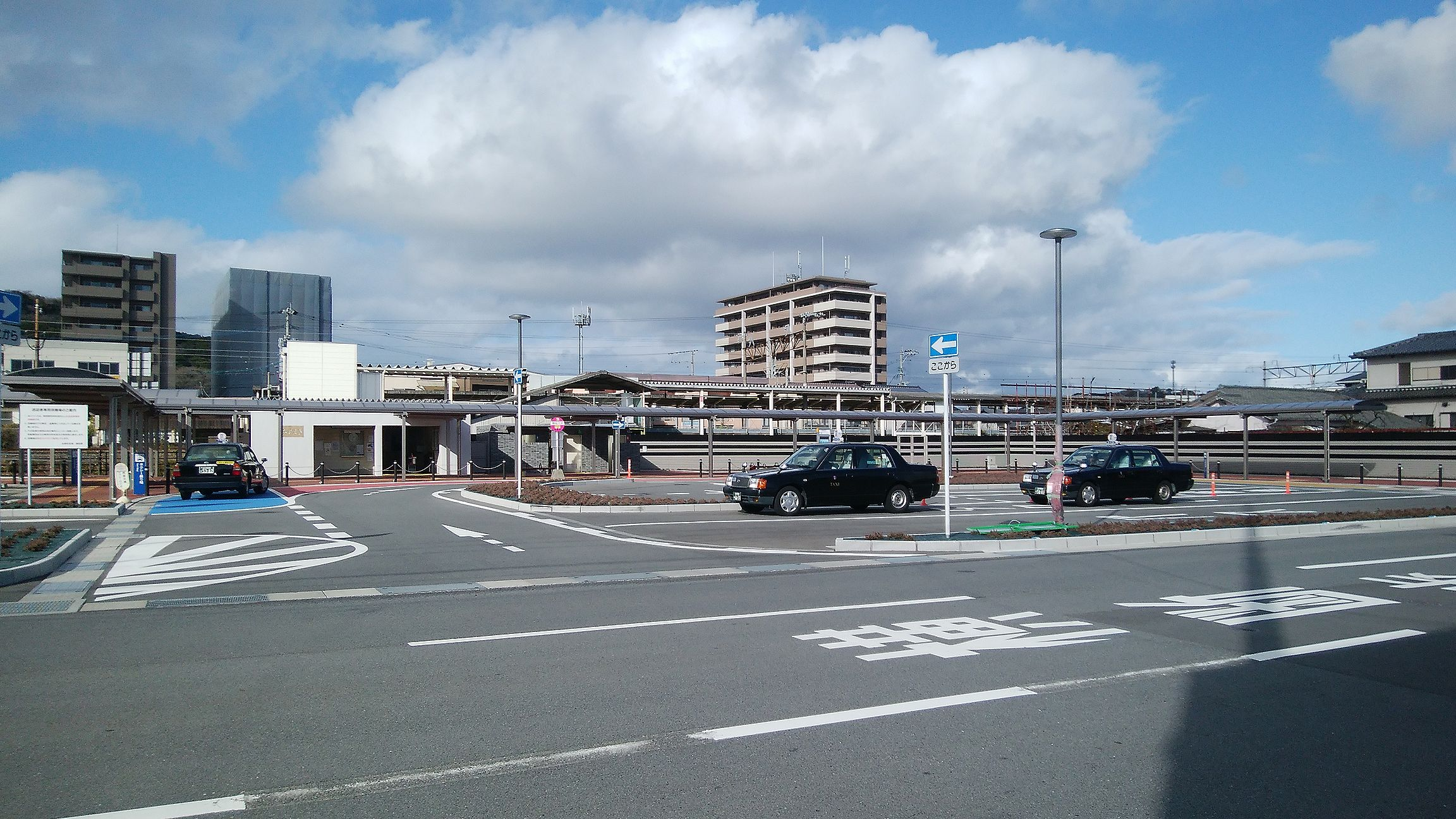
南口（2023年3月整備後）

水巻駅（みずまきえき）は、福岡県遠賀郡水巻町頃末南一丁目にある、九州旅客鉄道（JR九州）鹿児島本線の駅である。駅番号はJA18。

## 歴史

### 年表
- 1961年（昭和36年）10月1日：日本国有鉄道が開設[1]。
- 1987年（昭和62年）4月1日：国鉄分割民営化により九州旅客鉄道が継承[1]。
- 1993年（平成5年）3月：みどりの窓口営業開始[2]。
- 1995年（平成7年）：南口が完成。
- 2000年（平成12年）
  - 7月1日：北口に自動改札機を設置し、供用開始[3]。
  - 11月20日：南口に自動改札機を設置し、供用開始[3]。
- 2009年（平成21年）3月1日：ICカード「SUGOCA」の利用を開始[4]。
- 2022年（令和4年）3月11日：同日の営業をもって当駅のみどりの窓口を廃止[5]。
- 2023年（令和5年）10月1日：駅体制の見直しに伴い、これまでJR九州サービスサポートによる駅業務受託となっていた業務委託駅から[6]、九州旅客鉄道本体による直営駅へと変更される[7]。

### 駅名の由来
開業時の地名が由来。地名は開業以来変わっていない。
「水巻」の地名は、立屋敷の八劔神社に合祀されている保食神社（うけもちじんじゃ）の棟礼に、「保食宮は昔、水巻宮と称す。水巻は、地名にして水の巻く意なり」と記されていることが由来となっている。

## 駅構造

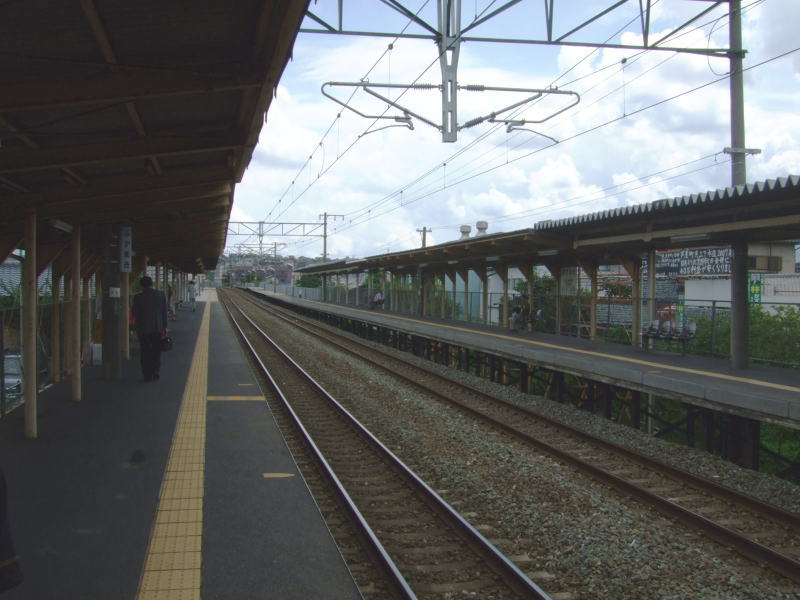
駅構内（2008年8月）

相対式ホーム2面2線を有する地上駅。駅の西側（遠賀川寄り）に踏切があり、駅舎（改札口）は1・2番ホーム両方に設置されている。1番ホームに隣接して北口駅舎が、2番ホームに隣接して南口駅舎がある。ただし日中は南口は無人で、自動改札機だけ稼動している。改札内に地下道が設けられており、改札内で両ホーム間を移動することも可能である。
上りホームは3両編成（813系の場合）であっても4両編成の停車目標で、7両編成（811系・813系併結列車）であっても8両の停車目標で停車するため、1両分通路から離れた状態になる。なお、この場合でも表示や案内は行われない。
北口から1番ホームにスロープができ、南口から2番ホームにエレベーターができたが、地下通路にはつながっていないので段差がある。
駅周辺が狭いことから1996年に水巻駅周辺整備検討委員会を設置し、周辺整備事業の一環として橋上駅舎化も検討されたが、費用などの問題からのちに断念され、実現には至っていない。2023年3月末には南口の整備が完了し、ロータリー、駐車場、タクシー・バス待機スペースなどが整備された。

### のりば
| のりば | 路線       | 方向 | 行先           |
| ------ | ---------- | ---- | -------------- |
| 1      | 鹿児島本線 | 上り | 小倉・下関方面 |
| 2      | 鹿児島本線 | 下り | 赤間・博多方面 |

## 利用状況
2023年度の1日平均乗車人員は1,911人であり、JR九州の駅としては第92位である。
JR九州及び水巻町統計資料「知るえッと」によると、近年の1日平均乗車人員の推移は下記の通り。
| 年度   | 1日平均 乗車人員 |
| ------ | ---------------- |
| 1961年 | 159              |
| 1962年 | 537              |
| 1963年 | 808              |
| 1964年 | 1,013            |
| 1965年 | 1,349            |
| 1970年 | 3,885            |
| 1975年 | 2,543            |
| 1980年 | 2,725            |
| 1985年 | 3,453            |
| 1990年 | 2,957            |
| 1994年 | 2,762            |
| 2007年 | 2,184            |
| 2008年 | 2,203            |
| 2009年 | 2,239            |
| 2010年 | 2,227            |
| 2011年 | 2,241            |
| 2012年 | 2,239            |
| 2013年 | 2,276            |
| 2014年 | 2,210            |
| 2015年 | 2,139            |
| 2016年 | 2,134            |
| 2017年 | 2,127            |
| 2018年 | 2,132            |
| 2019年 | 2,068            |
| 2020年 | 1,598            |
| 2021年 | 1,662            |
| 2022年 | 1,817            |
| 2023年 | 1,911            |

- 1961-1994年は『水巻町誌 増補』2001年、344頁

## 駅周辺
- 遠賀・中間薬剤師会
- 国道3号
- 北九州ダイハツ販売遠賀店
- グリーンコープ生協ふくおか みずまき店
- 水巻頃末郵便局
- 水巻町体育センター
- JA北九 やすらぎ水巻斎場
- 水巻町役場・中央公民館
- 伊豆神社
- 遠賀・中間医師会看護高等専修学校
- ローソン水巻駅前店
- 水巻天然温泉 いちょうの湯
- いきいきほーる
- ルミエール水巻店
- 福岡新水巻病院
- 水巻町立頃末小学校
- 遠賀信用金庫 本店
- 水巻町総合運動公園
- 福岡県宗像・遠賀保健福祉環境事務所(遠賀分庁舎)
- 福岡県立折尾高等学校
- グランモール

## バス路線
駅最寄バス停は、駅南口付近に設けられている水巻駅南口バス停。
- 行先番号6、7、8、9番・水巻南部循環線　北九州市営バス

2009年3月までは駅最寄バス停は、水巻駅バス停、水巻駅第二バス停、水巻駅前バス停の計3ヶ所あり、以下の3路線が運行していたが、いずれも廃止され、同年4月から上記の路線に移管された。
- 水巻駅バス停（水巻駅南口付近）
  - 行先番号63番・中間線 西鉄バス北九州
- 水巻駅第二バス停（水巻駅前交差点付近）
  - 行先番号63番・中間線 西鉄バス北九州
- 水巻駅前バス停（水巻町役場付近） ※片側のみ設置
  - 猪熊行き 北九州市営バス

## 隣の駅
九州旅客鉄道（JR九州）
 鹿児島本線
■快速
通過
■区間快速（一部列車のみ停車）・■普通
折尾駅 (JA19) - 水巻駅 (JA18) - 遠賀川駅 (JA17)